# نهائي كوبا ليبرتادوريس 1967
كانت نهائيات كأس ليبرتادوريس عام 1967 هي المباراة النهائية التي أقيمت على مباراتين والتي حسمت الفائز بكأس ليبرتادوريس عام 1967 ، وهي النسخة الثامنة من كأس ليبرتادوريس أمريكا ، وهي البطولة الدولية الأولى لكرة القدم للأندية في أمريكا الجنوبية التي نظمتها الكونميبول.
جرت المباريات النهائية في مباراتين ذهابًا وإيابًا بين فريق راسينج كلوب دي أفيلانيدا الأرجنتيني وناسيونال الأوروغوياني . استضاف راسينغ مباراة الذهاب في ملعب بريزيدنت بيرون من أفيلانيدا في 15 أغسطس 1967 ، بينما أقيمت مباراة الإياب في ملعب سينتيناريو في مونتيفيديو في 25 أغسطس 1967.
بعد تعادل كلتا المباراتين ، أقيمت المباراة الثالثة على ملعب ناسيونال في سانتياغو دي تشيلي في 29 أغسطس 1967. فاز راسينغ على ناسيونال بنتيجة 2-1 وبالتالي فاز في المركز الأول. لقب كأس ليبرتادوريس.

## الفرق المتأهلة
| فريق     | الظهور في النهائيات السابقة |
| -------- | --------------------------- |
| راسينغ   | -                           |
| ناسيونال | 1965                        |